# Marina Sjmonina
Marina Sjmonina, född den 9 februari 1965, är en sovjetisk före detta friidrottare som tävlade i kortdistanslöpning. Under sin aktiva tid representerade hon Sovjetunionen och senare OSS.
Sjmoninas främsta merit är ett EM-guld inomhus på 400 meter från EM 1990. Året innan vann hon silver på samma distans. Hon blev vidare femma vid inomhus-VM 1989.
Som en del av sovjetiska stafettlag på 4 x 400 meter blev hon guldmedaljör vid Olympiska sommarspelen 1992. Dessutom blev hon silvermedaljör vid inomhus-VM 1991.

## Personliga rekord
- 400 meter - 50,52 från 1990